# Pacto por el Euro

Euro Plus Pact participants
Participantes de la Eurozona
Participantes fuera de la Eurozona
Otros miembros de la Unión Europea

El Pacto por el Euro o Pacto por el Euro Plus es el acuerdo que la Unión Europea decidió ratificar en junio de 2011 con el objetivo de detener la crisis en la deuda nacional de varios países de la eurozona, y que supondría un paso más hacia las condiciones del Pacto de estabilidad y crecimiento de 1997. Las medidas buscan mejorar la competitividad de los trabajadores mediante un compromiso formal de todos los países de la Unión. El pacto ha sido duramente criticado por sindicatos, grupos sociales y grupos de izquierda ya que las medidas supondrían reformar el sistema de pensiones y de prestaciones sociales, reduciendo los derechos de la población. Los que proponen el pacto alegan que es la única forma de romper el círculo vicioso del endeudamiento.

## Origen
Los gobiernos de Alemania y Francia propusieron en 2008 un pacto por la competitividad, y volvieron a hacerlo en 2010 con la crisis de la deuda soberana griega, pero es en 2011 con tres países bajo rescate financiero (Grecia, Irlanda y Portugal) cuando finalmente los países de la Unión han accedido a pactar una política económica común.

## Objetivos
El Pacto es un compromiso formal: Todos los Estados que forman la moneda única se comprometen a seguir una serie de políticas económicas comunes, con propuestas para corregir los aspectos que han fracasado en sus economías. Se trata de conseguir que las empresas que utilizan el euro en los mercados mundiales sean más fuertes, lo que, en teoría, redundará en un aumento del flujo comercial y exportador de la UE, en una mayor estabilidad financiera, en unos Estados menos endeudados y en un crecimiento económico más sostenible.

## ¿Cómo lo va a hacer?
El pacto obligará a los países a las siguientes políticas:
- Vincular salarios a productividad, propuesta alemana que llevaría entre otros a dar prioridad a la negociación personal frente a la colectiva y la reducción de los salarios públicos para que no asciendan los salarios privados en comparación. A cambio reconocer la intervención de los agentes sociales, la necesidad de invertir en I+D y la liberación de sectores protegidos, como en el caso de España y las licencias de farmacias.
- Aumentar la flexibilidad laboral y disminuir los impuestos a las empresas para aumentar la contratación y fomentar el empleo. Este punto es de vital importancia para España, ya que la rigidez de su Mercado laboral ha sido criticada por numerosos organismos y economistas, como el propio Gobernador del Banco de España Miguel Ángel Fernández Ordóñez[3] o el FMI.[4]
- Obligación de reducir el déficit público por debajo del 3%, lo cual es fundamental para conseguir que los países de la Unión Europea cuenten con unas finanzas públicas saneadas y no se vean envueltos en una posible suspensión de pagos, como la Crisis de Deuda Soberana de Grecia de 2011.[5]
- Controlar a los bancos mediante pruebas periódicas, evitando así que estos asuman riesgos excesivos y que se vean incursos en la "mala praxis bancaria", que provocó la Crisis Financiera de 2008.